# Psychotria taurina
Psychotria taurina är en måreväxtart som beskrevs av John Duncan Dwyer. Psychotria taurina ingår i släktet Psychotria och familjen måreväxter. Inga underarter finns listade i Catalogue of Life.